# Elias van den Broeck

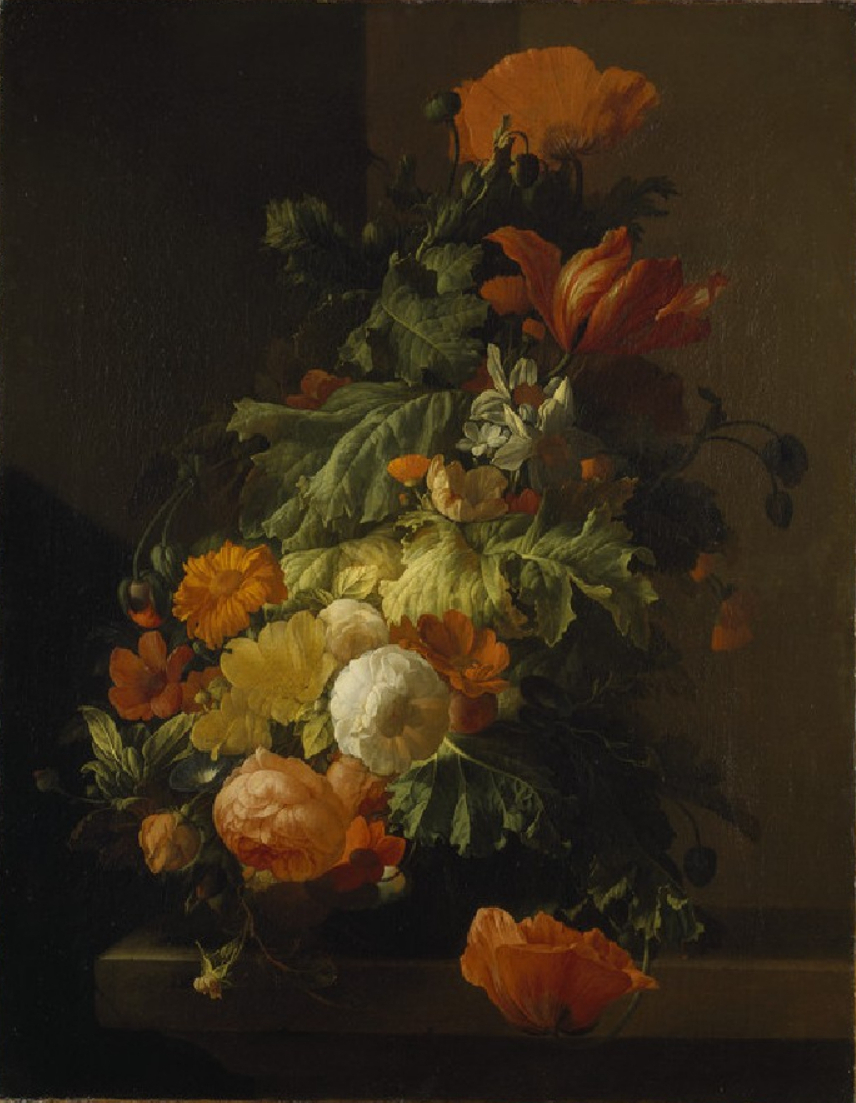
Bloemen in een vaas op een stenen tafelblad, ca. 1690, Ashmolean Museum, Oxford

Elias van den Broeck (Antwerpen, 1649 of 1650 - Amsterdam, begr. 6 februari 1708) was een Nederlands kunstschilder. Hij vervaardigde voornamelijk stillevens.
In 1665 bevond hij zich in Amsterdam, waar hij een leerling was van Cornelis Kick. In 1669 was hij in Utrecht in de leer bij Jan Davidsz. de Heem. Zijn beide leermeesters waren actief in hetzelfde genre.
In 1673 ging hij samen met De Heem naar Antwerpen, waar hij lid werd van het plaatselijke Sint-Lucasgilde. In 1685 ging hij echter terug naar Amsterdam, waar hij zijn verdere leven zou blijven wonen. Hij was zelf de leermeester van de bloemschilder Philip van Kouwenbergh.